# محافظه العیدابی
محافظه العیدابی (به عربی: محافظة العيدابي) یک منطقهٔ مسکونی در عربستان سعودی است که در استان جازان واقع شده‌است.